# Дубровское сельское поселение (Орловская область)
Дубровское се́льское поселе́ние — муниципальное образование в Должанском районе Орловской области Российской Федерации.
Административный центр — деревня Дубровка.

## История
Статус и границы сельского поселения установлены Законом Орловской области от 19 ноября 2004 года № 445-ОЗ «О статусе, границах и административных центрах муниципальных образований на территории Должанского района Орловской области».

## Население
| 2010 | 2012 | 2013 | 2014 | 2015 | 2016 | 2017 |
| ---- | ---- | ---- | ---- | ---- | ---- | ---- |
| 801  | ↘784 | ↘748 | ↘734 | ↘707 | ↘693 | ↘683 |
| 2018 | 2019 | 2020 | 2021 | 2023 |      |      |
| ↘659 | ↘646 | ↘624 | ↘583 | ↘567 |      |      |

## Состав сельского поселения
| №  | Населённый пункт | Тип населённого пункта          | Население |
| -- | ---------------- | ------------------------------- | --------- |
| 1  | Белое            | деревня                         | ↘71       |
| 2  | Дубровка         | деревня, административный центр | ↘277      |
| 3  | Казинка          | деревня                         | 64        |
| 4  | Лебёдки          | деревня                         | 64        |
| 5  | Матвеевка        | деревня                         | 15        |
| 6  | Новый Тим        | деревня                         | 57        |
| 7  | Рождественское   | село                            | 5         |
| 8  | Слободка         | деревня                         | 13        |
| 9  | Тим              | село                            | ↘165      |
| 10 | Харское          | деревня                         | 51        |
| 11 | Шолохово         | деревня                         | 19        |